# Dan Miron

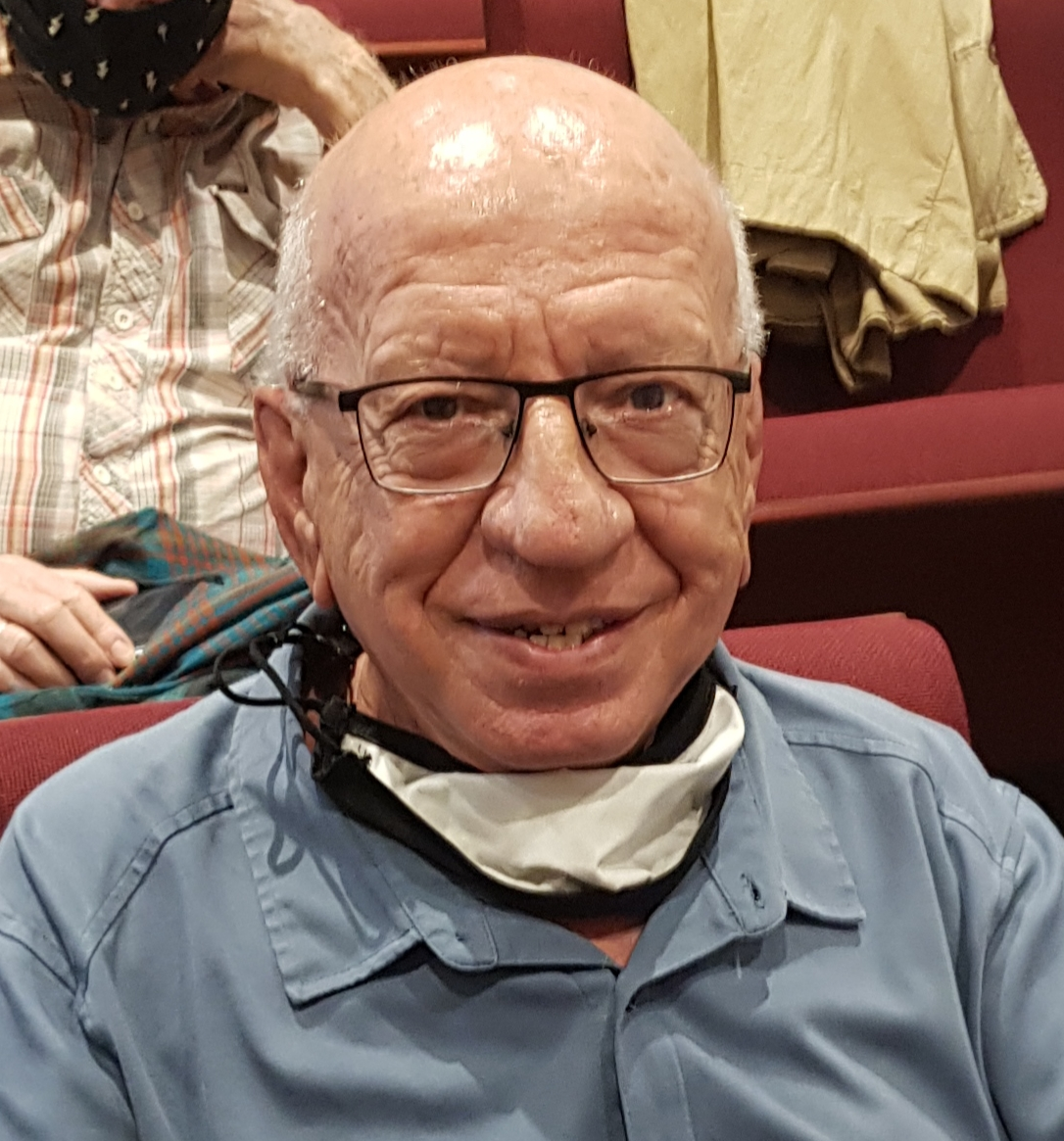
Dan Miron, 2021

Dan Miron (hebräisch דן מירון; * 1934 in Tel Aviv) ist ein israelischer Literaturwissenschaftler und -kritiker.

## Leben
Miron studierte Literaturwissenschaft an der Hebräischen Universität Jerusalem und an der Columbia University in New York. Er unterrichtete vierzig Jahre lang an der Columbia University, der Hebräischen Universität und der Universität Tel Aviv, ist Emeritus der Hebräischen Universität und hat die Leonard-Kaye-Professur für Hebräische Literatur der Columbia University inne. Er gilt als „Doyen der israelischen Literurkritik“ und bedeutender Kenner der modernen hebräischen und jiddischen Literatur. Für seine in viele Sprachen übersetzten Schriften wurde er u. a. mit dem Bialik-Preis (1980) und dem Israel-Preis (1993) ausgezeichnet. 2020 wurde er zum Mitglied der Israelischen Akademie der Wissenschaften gewählt.

## Schriften
- A Traveler Disguised: The Rise of Modern Yiddish Fiction in Nineteenth Century, 1973
- Ashkenaz. Modern Hebrew Literature and the Premodern German Jewish Experience, 1989
- H. N. Bialik and the Prophetic Mode in Modern Hebrew Poetry, 2000
- The Image of the Shtetl and Other Studies of Modern Jewish Literary Imagination, 2000
- From the Worm a Butterfly Emerges (über Nathan Alterman)